# Suzuki Ignis
De Suzuki Ignis is een automodel van Suzuki Motor Corporation in de compacte klasse. Chevrolet verkocht ditzelfde model als Chevrolet Cruze, Holden als Holden Cruze en Subaru als Subaru G3X Justy. De eerste generatie Suzuki Ignis werd in Japan verkocht als Suzuki Swift.

## Suzuki Ignis FH & MH (2000-2006)

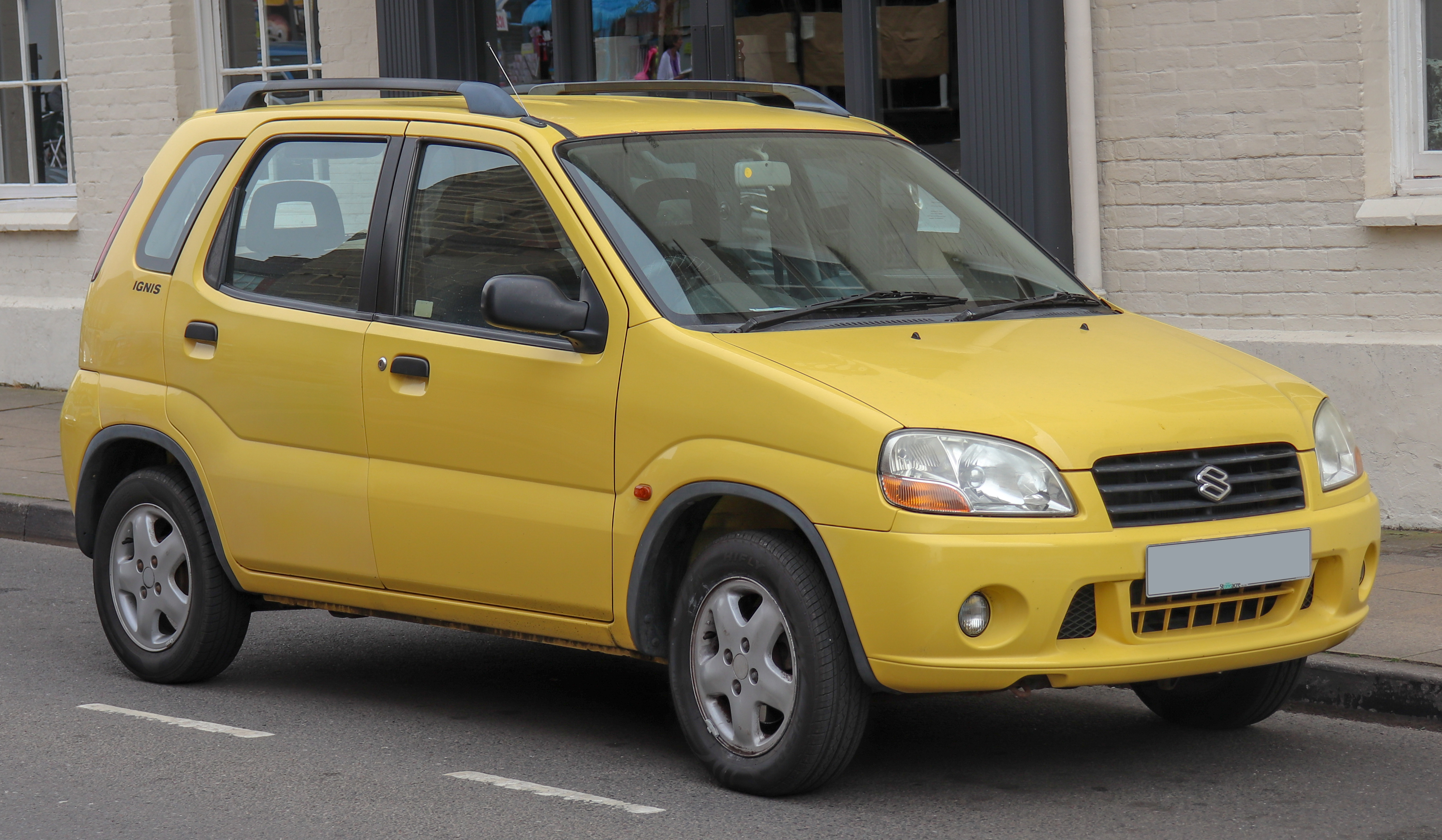
Suzuki Ignis FH

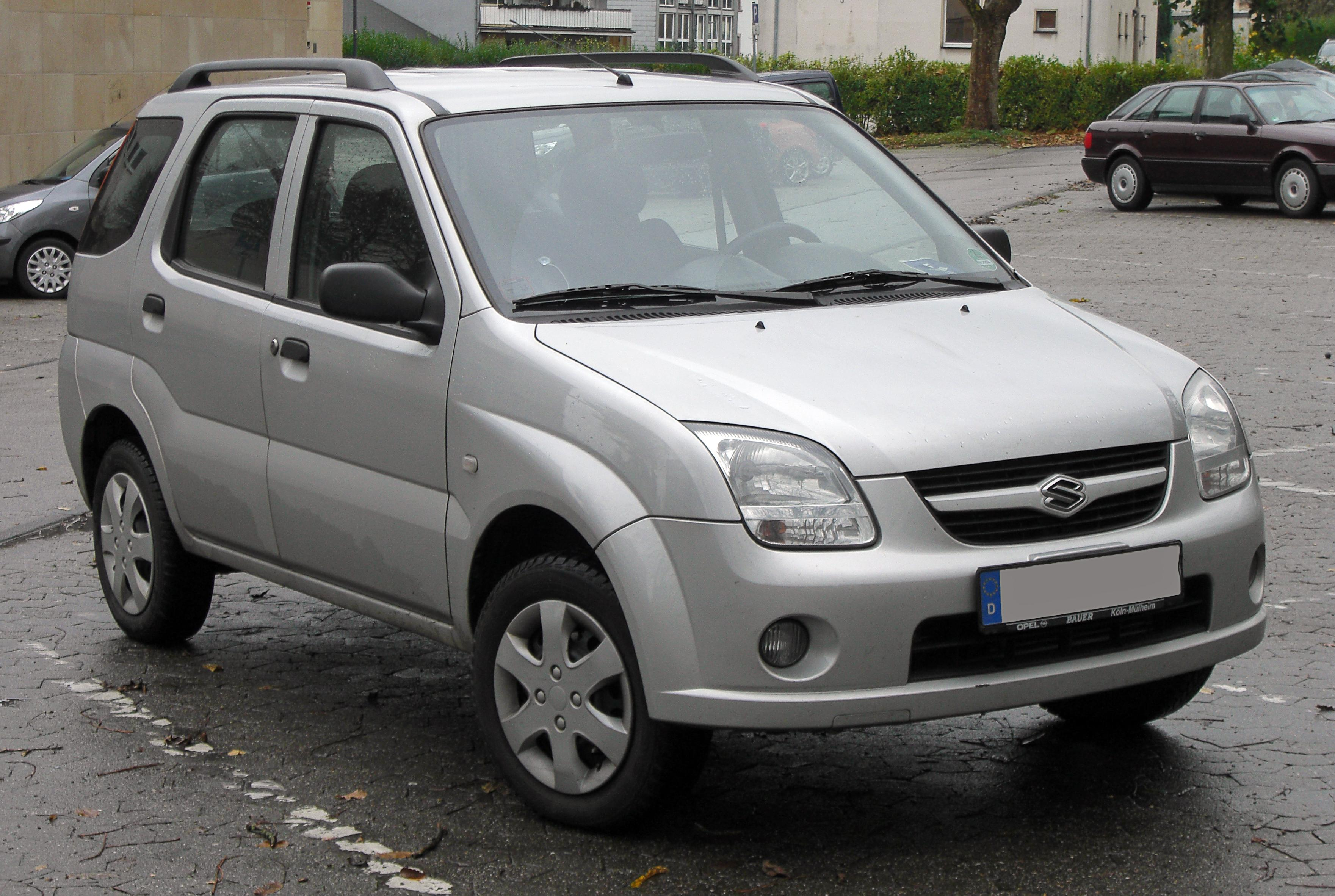
Suzuki Ignis MH

De eerste generatie Suzuki Ignis werd in februari 2000 als Suzuki Swift geïntroduceerd in Japan, en was daar aanvankelijk alleen leverbaar met een 4-traps automatische transmissie met voorwielaandrijving of vierwielaandrijving. In Nederland werd de Ignis geïntroduceerd in februari 2001, aanvankelijk alleen als vijfdeurs 1.3 First Edition-uitvoering met de 1,3-liter M13A viercilinder benzinemotor en een handgeschakelde vijfversnellingsbak.

### Ontwerp
In 1999 toonde General Motors op de Tokyo Motor Show de Chevrolet YGM-1 conceptauto. Deze conceptauto is gebaseerd op Suzuki's toenmalig nieuwe platform voor kleine auto's en moest het Pacifsch-Aziatische portfolio van General Motors uitbreiden. Op de Internationale Automobilausstellung van 2003 toonde Suzuki de vernieuwde 'New Ignis' aan het publiek. De vormgeving van deze facelift is gebaseerd op Chevrolet Cruze en Holden Cruze. De Suzuki Ignis MH is 155 mm langer dan de Chevrolet Cruze. Daarnaast heeft de Chevrolet Cruze vier ronde remlichten op de achterbumper waar de Ignis deze niet heeft. Het ontwerp van de Ignis/Swift bleef op de Japanse markt tot mei 2005 gelijk aan het oude ontwerp, omdat Chevrolet hun Cruze daar ook verkocht. De gefacelifte versie was alleen leverbaar als vijfdeurs hatchback. De driedeurs hatchback behield het originele ontwerp.

### Productie
De Suzuki Ignis (en zustermodellen) werd(en) van 2000 tot 2006 gebouwd in Suzuki's Kosai-fabriek in de tweede faciliteit. Een deel van de automatische en handgeschakelde transmissies werden ingekocht bij JATCO TransTechnology en Aisin Seiko. In 2003 begon de productie van de vernieuwde Europese Ignis in Esztergom, Hongarije in de Magyar Suzuki-fabriek. Hier werd ook de Subaru G3X Justy gebouwd.

### Aandrijving
De in Nederland geleverde modellen beschikken over zowel benzine- als dieselmotoren. Modellen met benzinemotor hebben, afhankelijk van de uitvoering, voorwiel- of vierwielaandrijving. Modellen met dieselmotor beschikken alleen over voorwielaandrijving.
| Motorcode                  | Slagvolume           | Aandrijving    | Transmissie        | Uitvoering                                     | Vermogen                     | Koppel              | Brandstofverbruik | CO2-uitstoot | Topsnelheid |
| -------------------------- | -------------------- | -------------- | ------------------ | ---------------------------------------------- | ---------------------------- | ------------------- | ----------------- | ------------ | ----------- |
| M13A VVT                   | 1,3-liter of 1328 cc | voor           | 5v, handgeschakeld | 1.3 First Edition, 1.3 GL, 1.3 GS, 1.3 Special | 61 kW of 83 pk bij 5500 tpm  | 110 Nm bij 3500 tpm | 6,4 l/100km       | 150 g/km     | 160 km/h    |
| M13A VVT                   | 1,3-liter of 1328 cc | voor           | 5v, handgeschakeld | 1.3 GA, 1.3 GL 1.3 GLS                         | 69 kW of 94 pk bij 6000 tpm  | 118 Nm bij 4100 tpm | 6,5 l/100km       | 154 g/km     | 160 km/h    |
| M13A VVT                   | 1,3-liter of 1328 cc | voor           | 4-traps, automaat  | vijfdeurs 1.3 GL en 1.3 GS                     | 61 kW of 83 pk bij 5500 tpm  | 110 Nm bij 3500 tpm | 6,4 l/100km       | 150 g/km     | 160 km/h    |
| M15A VVT                   | 1,5-liter of 1490 cc | voor           | 5v, handgeschakeld | 1.5 GLS, 1.5 GLX en 1.5 Exclusive              | 73 kW of 99 pk bij 5900 tpm  | 133 Nm bij 4100 tpm | 6,7 l/100km       | 160 g/km     | 170 km/h    |
| M15A VVT                   | 1,5-liter of 1490 cc | voor           | 5v, handgeschakeld | 1.5 Sport                                      | 80 kW of 109 pk bij 6400 tpm | 140 Nm bij 4100 tpm | 6,9 l/100km       | 164 g/km     | 185 km/h    |
| M15A VVT                   | 1,5-liter of 1490 cc | voor           | 4-traps automaat   | 1.5 GLS en 1.5 GLX                             | 73 kW of 99 pk bij 5900 tpm  | 133 Nm bij 4100 tpm | 7,2 l/100km       | 174 g/km     | 165 km/h    |
| M15A VVT                   | 1,5-liter of 1490 cc | voor en achter | 5v, handgeschakeld | 1.5 GLX 4x4 en 1.5 Exclusive 4 Grip            | 73 kW of 99 pk bij 5900 tpm  | 133 Nm bij 4100 tpm | 7,2l/100km        | 172 g/km     | 165 km/h    |
| D13A DDiS (Fiat JTD motor) | 1,3-liter of 1248 cc | voor           | 5v, handgeschakeld | 1.3 GLS Diesel                                 | 51 kW of 69 pk bij 4000 tpm  | 170 Nm bij 1750 tpm | 5,0 l/100km       | 133 g/km     | 155 km/h    |

### Suzuki Ignis Sport

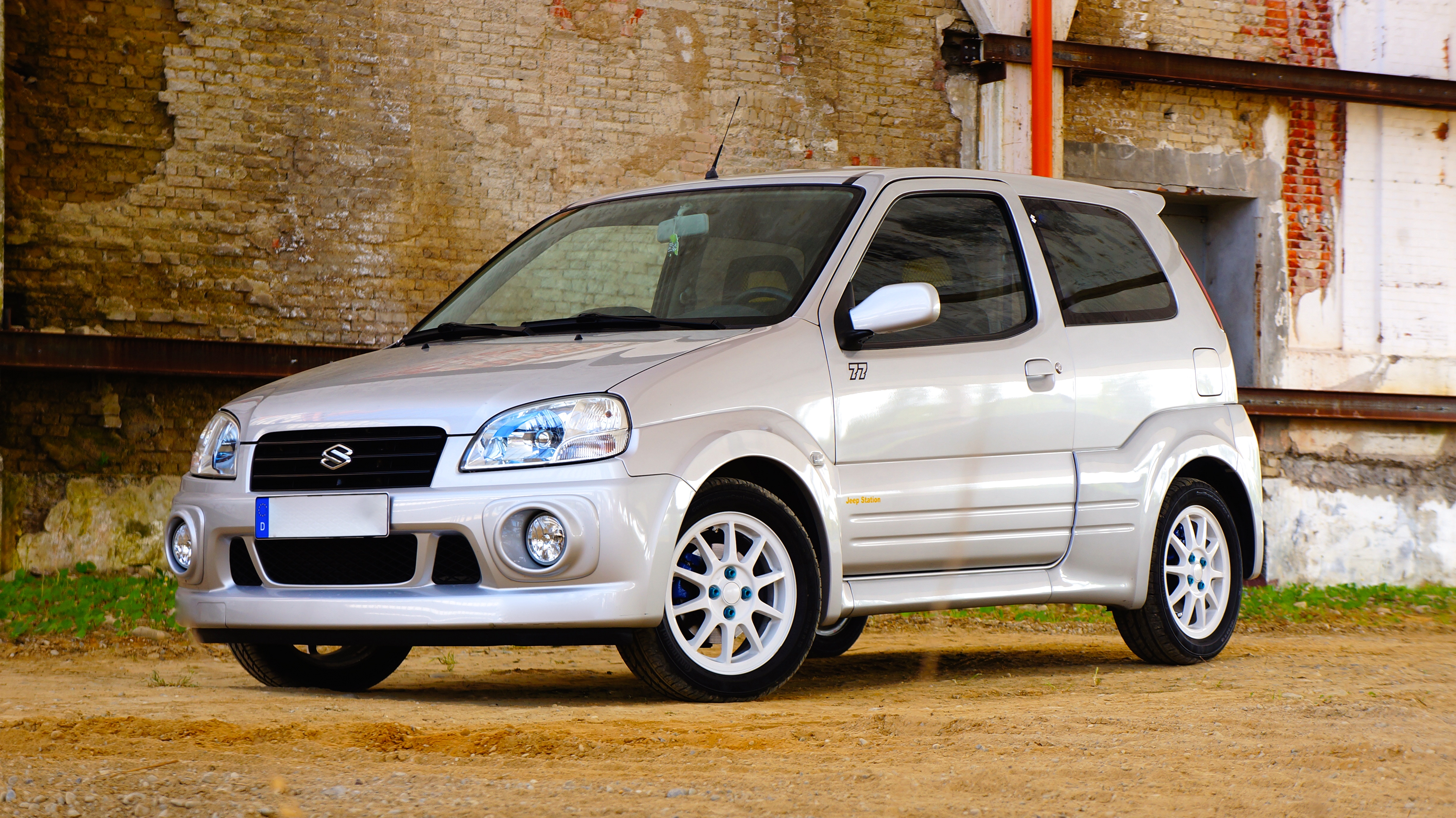
Suzuki Ignis Sport

Suzuki boekte veel succes in het wereldkampioenschap rally in 2002 met de Suzuki Ignis S1600. Op de Autosalon van Genève van 2003 toonde Suzuki dit nieuwe model. Suzuki lanceerde de Ignis Sport in juni 2003 in Japan en in september 2003 in Nederland. Dit model was alleen leverbaar als driedeurs hatchback en behield na de facelift van 2003 het originele ontwerp. De Ignis Sport wordt aangedreven door dezelfde M15A VVT benzinemotor als de andere 1,5-liter modellen. Echter is de nokkenas gemodificeerd, een ander inlaatspruitstuk geplaatst en is de compressieverhouding verhoogd van 9,5:1 naar 11,0:1. De Ignis Sport onderscheidt zich van de andere modellen en uitvoeringen door Recaro-sportstoelen, uitgebouwde zijschermen, een bodykit, dorpelverbreders, andere voor- en achterbumpers en zijskirts.

## Suzuki Ignis MF (2016-heden)

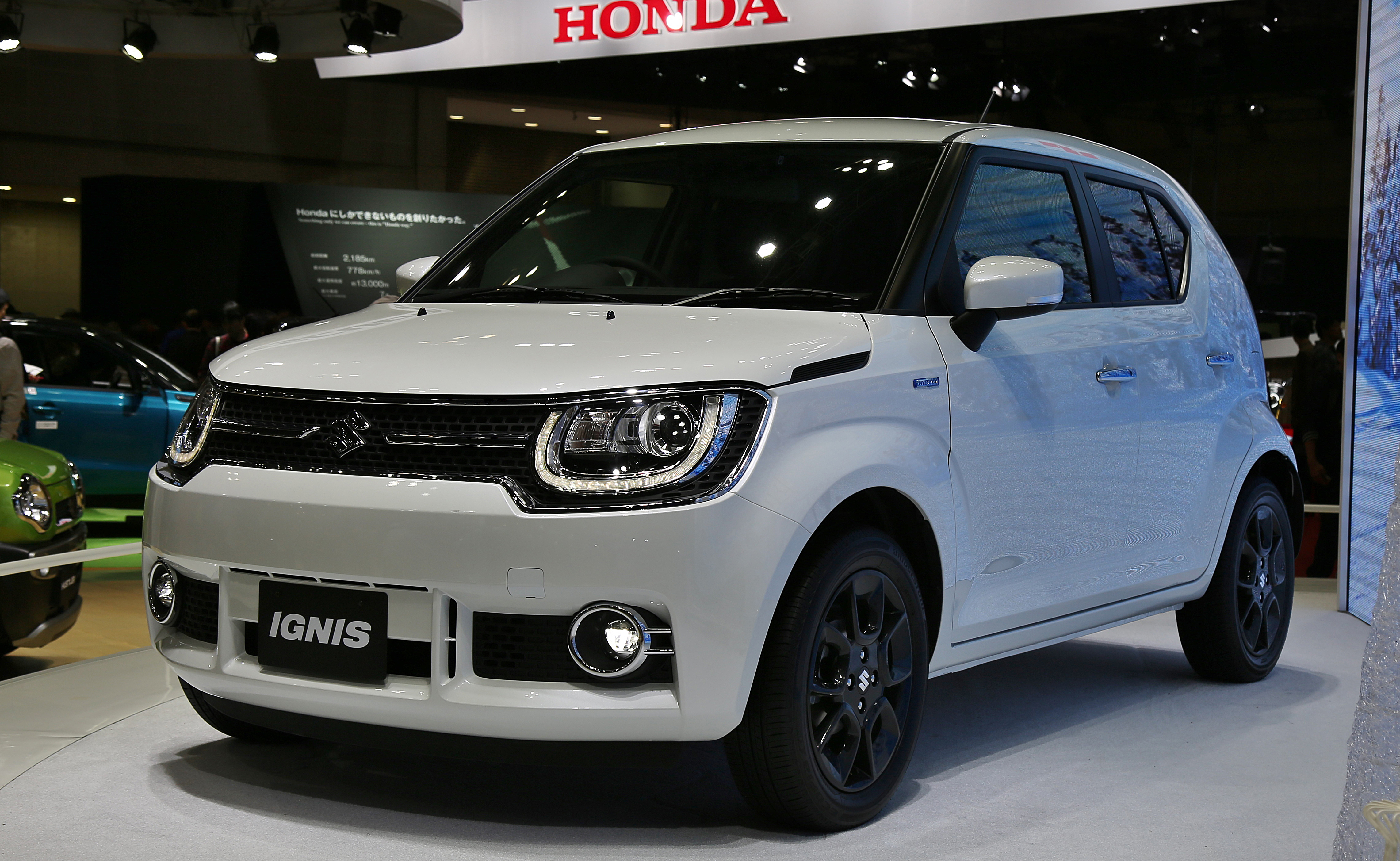
Suzuki Ignis

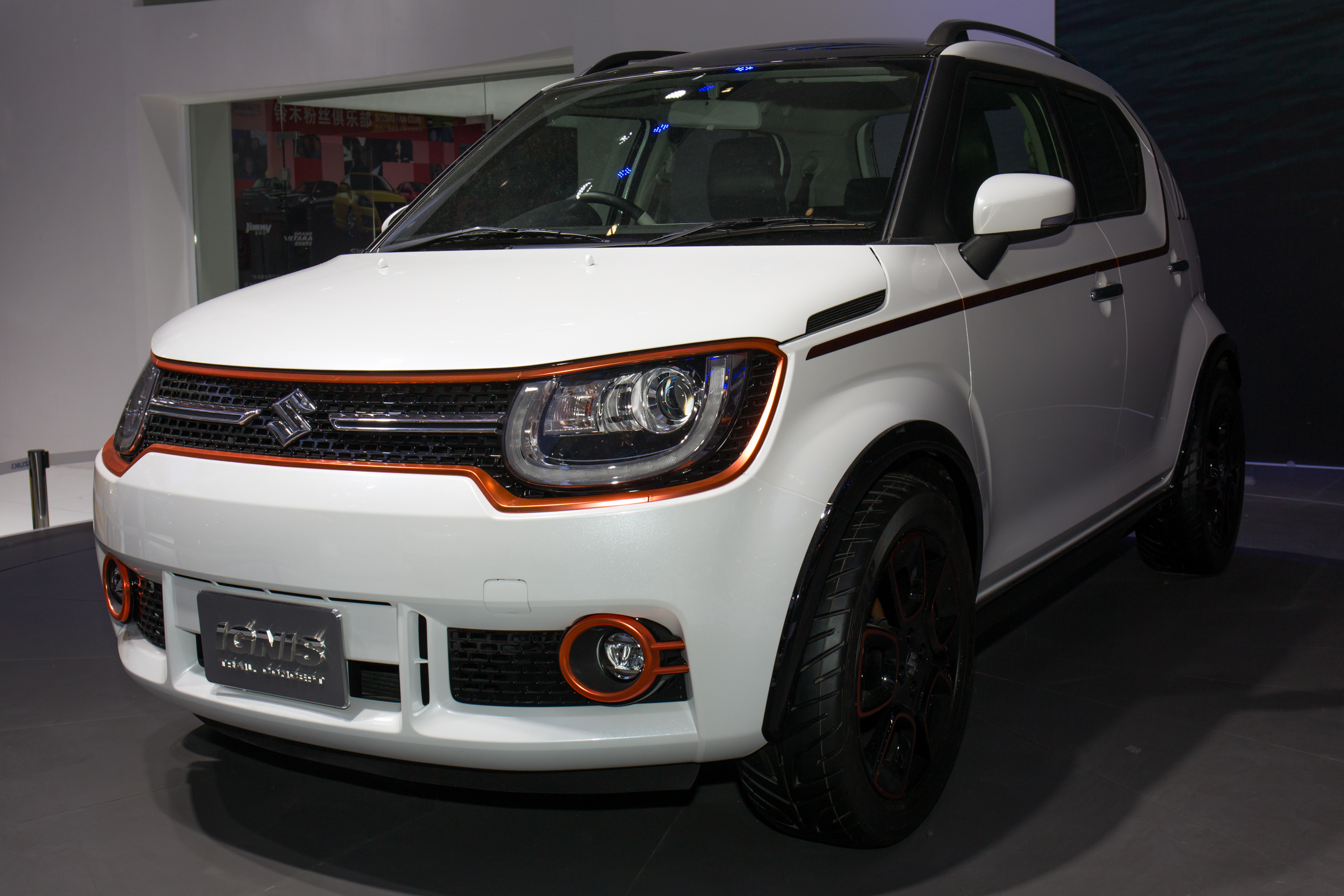
Suzuki Ignis-Trail Concept

In februari 2016 werd de Suzuki Ignis beschikbaar in Japan, en vanaf december 2016 in Nederland.

### Ontwerp
Op 3 maart 2015 liet Suzuki op de Autosalon van Genève de Suzuki iM-4 conceptauto zien. Deze conceptauto heeft vierwielaandrijving. Op de Tokyo Motor Show van 30 september 2015 werd de productieversie van de Ignis getoond. Daarnaast werd ook de Ignis-Trail Concept getoond welke een meer ruige, offroad versie moet voorstellen van de standaard Ignis. Op de Mondial de l'Automobile van 2016 werd de Ingis voor de Europese markt getoond. Naast de Ignis stond een Suzuki SC100 waaraan veel designelementen, zoals drie diagonale lijnen in de C-stijl, aan ontleend zijn.

#### Facelift

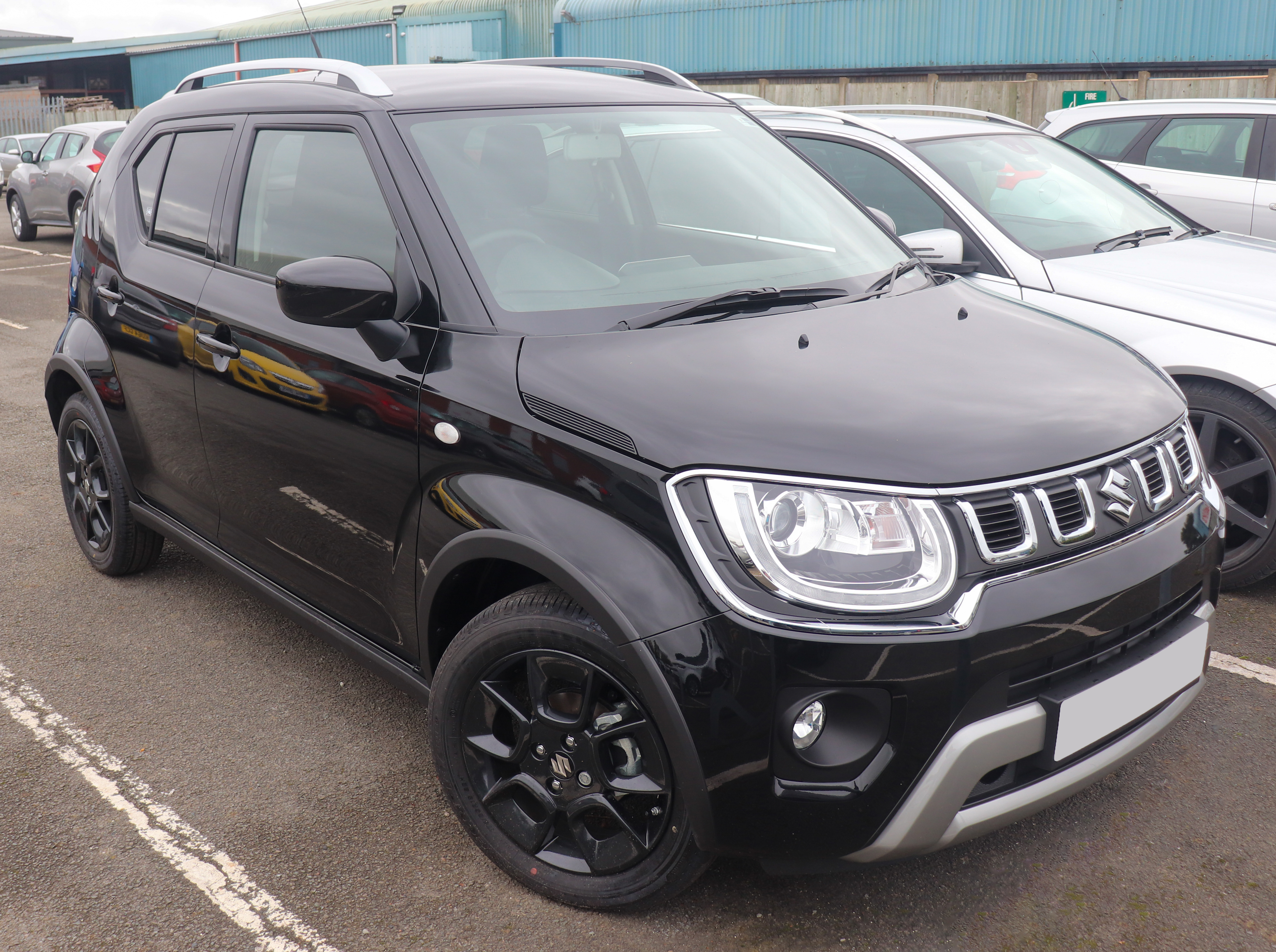
Suzuki Ignis, facelift

Op de digitale Autosalon van Genève van maart 2020 werd de facelift voor de Europese markt getoond. Eerder werd in India de facelift getoond voor andere markten. De vier 'blokjes' in de grille deelt het ontwerp met die van de Suzuki Jimny en Suzuki Vitara.

### Productie
De Suzuki Ignis MF staat op het HEARTECT platform, waarop onder andere de Suzuki Swift A2L en Baleno WB/EW zijn gebouwd. De Ignis is gebouwd op de vijfde iteratie van dit platform waarbij de rigiditeit en botsveiligheid centraal staan. Verder is de bestuurbaarheid, rijcomfort en gewichtsverdeling verbeterd. De Suzuki Ignis wordt geproduceerd in Japan in de Sagara-fabriek en in India door Maruti Suzuki.

### Aandrijving
De Suzuki Ignis MF wordt geleverd met de 1,2-liter K12C viercilinder benzinemotor, optioneel in combinatie met een hybride aandrijflijn met een klein lithium-ion accupakket. De hybride-technologie van Suzuki heet SHVS (Smart Hybrid Vehicle by Suzuki). Na de facelift van april 2020 werden alle modellen standaard voorzien van de SHVS hybride aandrijflijn. Modellen en uitvoeringen met de AllGrip-specificatie beschikken over vierwielaandrijving. Zodra de voorwielen grip dreigen te verliezen wordt de aandrijving deels naar de twee achterwielen gestuurd. De AllGrip-modellen zijn altijd gekoppeld aan een handgeschakelde vijfversnellingsbak.
Huidige modellen Europa:
Across ·
Ignis ·
Jimny ·
S-Cross ·
Swace ·
Swift · 
Vitara

Huidige modellen internationaal:
Alto Lapin · 
APV ·
Baleno ·
Carry · 
Celerio · 
Equator · 
Ertiga · 
Every ·
S-Presso ·
Landy ·
MR Wagon · 
Palette · 
Solio · 
Wagon R

Uit productie:
Cappuccino · 
Cara ·
Cervo · 
Forenza ·
Fronte · 
Grand Vitara · 
Grand Vitara XL-7 · 
Kei · 
Kizashi · 
Liana · 
LJ · 
Mighty Boy · 
Reno ·
SJ/Samurai · 
Splash ·
Suzulight · 
Twin · 
Verona ·
X-90 · 
XL7 · 
Wagon R+

Concept cars:
A-Star · 
Concept-S · 
Ionis ·
Concept Kizashi · 
Concept Kizashi 2 · 
Concept Kizashi 3 · 
Kizashi Apex Turbo ·
Kizashi EcoCharge ·
LC · 
Makai · 
Mom's Personal Wagon ·
Pixy en SCC · 
P.X · 
Q · 
RIII · 
Regina · 
S-Cross ·
Splash · 
Swift S · 
Swift PHEV ·
SXForce ·
X-Head · 
XA Alpha